# Григор Тотев
Григор (Глигор) Иванов Тотев, известен като Григор Тотето, е български революционер, кукушки войвода на Вътрешната македоно-одринска революционна организация.

## Биография
Тотев е роден в 1868 година в гевгелийското село Сехово, тогава в Османската империя, днес Идомени, Гърция. Завършва I клас в българската гимназия в Солун в 1892 г. В 1894 година влиза във ВМОРО, привлечен от Гоце Делчев и Атанас Мурджев и работи като книжар при Петър Сарафов. Работи като учител в Долна Джумая (1895), Горна Джумая (1896/1897), Баялци и Мачуково (1898 – 1900) и Шльопинци (1901).
Гевгелийският ръководител на ВМОРО Илия Докторов пише:
| „ | В тия два хана-хотели, които бяха един до друг постоянно се навъртаха Васил Панчев, поп Стамат Танчев, Атанас Мурджев и Григор Иванов Тотев. Тия четиримата бяха най-доверените помощници на Даме Груев. Чрез тях се уреждаха тайните срещи на Даме Груев с лица идващи от провинцията поорганизационни работи; на тях се възлагаха работи от сериозен характер, те бяха в постоянен конкакт с всички терористи и чрез тях се изпращаше и получаваше тайната поща от провинцията. | “ |

След Солунската и Баялската афера, избухнали в началото на 1901 година, Тотев е търсен от властите и през февруари е принуден да премине в нелегалност заедно с гевгелийския учителител Аргир Манасиев и стояковския Ташко Мицев от Шльопинци. Тотев става секретар на четата на Кръстьо Българията. От август 1901 година е самостоятелен войвода в Кукушко. През октомври 1901 година наказва предателя на четата на Андон Кьосето от Калиново. През 1902 година негов четник е Туше Георгиев – Голямата гайда, а също и Христо Мицов и Дино Крундурски, който през юни 1902 година убива пъдаря на село Смол Лани Ислам и след това е убит от контрабандисти.
През март 1903 година се разболява тежко и заминава на лечение в италианска болница в Солун, след което през Пирея се прехвърля по море в България. През 1915 година е опериран и му е изваден единия бъбрек. По-късно работи като архивар-регистратор и домакин в Македонската кооперативна банка. Членува в Гевгелийското братство и в Илинденската организация.
Автор е на кратки спомени, публикувани през 1939 година в списание „Илюстрация Илинден“. Умира на 11 юли 1934 година. Женен е за Ефросина Иванова, учителка и революционна деятелка.